# Hartmut Döhner
Hartmut Döhner (* 1957 in Bad Kreuznach) ist ein deutscher Hämatologe und Onkologe am Universitätsklinikum Ulm.

## Leben und Wirken
Döhner studierte in Regensburg, Freiburg und Montpellier Medizin. Er promovierte 1985 in Freiburg mit der Arbeit Nifedipin und Aprotinin zur Kardioplegie und Myokardprotektion zum Dr. med. Als Postdoktorand arbeitete er bei Clara D. Bloomfield und Diane C. Arthur an der University of Minnesota. Seine Facharztausbildung in Innerer Medizin (1993) bzw. Hämatologie und Onkologie (1998) absolvierte Döhner bei Werner Hunstein in Heidelberg, wo er sich 1994 auch habilitierte.
Döhner ist seit 1999 Ärztlicher Direktor der Klinik für Innere Medizin III (Hämatologie, Onkologie, Palliativmedizin, Rheumatologie und Infektionskrankheiten) am Universitätsklinikums Ulm und war von 2006 bis 2021 Sprecher des Comprehensive Cancer Center Ulm (CCCU). Döhners Nachfolger am CCCU ist Stephan Stilgenbauer. Ab 2014 war Döhner Vizepräsident für Medizin und Diversity an der Universität Ulm.
2021 erhielt Hartmut Döhner gemeinsam mit Konstanze Döhner die Johann-Georg-Zimmermann-Medaille. Laut Laudatio erfolgte „die Auszeichnung […] in Anerkennung ihrer Forschung auf dem Gebiet der Charakterisierung von genetischen Veränderungen bei der AML und der Entwicklung von personalisierten Behandlungskonzepten für diese Leukämieform.“ Neben der AML gehört auch die CML zu den wichtigsten Forschungsfeldern Döhners.
Döhner gehört seit 2014 zu den 1 % meistzitierten Wissenschaftlern seines Gebiets. Er hat laut Google Scholar einen h-Index von 154, laut Datenbank Scopus einen von 129 (jeweils Stand Mai 2022).

## Auszeichnungen (Auswahl)
- 2011 Wilhelm-Warner-Preis[7]
- 2012 Mitglied der Berlin-Brandenburgischen Akademie der Wissenschaften[8]
- 2014 José Carreras Award der European Hematology Association[4]
- 2020/21 Johann-Georg-Zimmermann-Medaille[3][9]